# 李富春
李富春（り ふしゅん、リー・フーチュン、1900年5月22日 - 1975年1月9日）は、中華人民共和国の政治家。党務では中央書記処書記、中央政治局常務委員会委員を歴任。中央政府においては国務院副総理、国家計画委員会主任を歴任。夫人は、中華全国婦女連合会主席を務めた蔡暢である。

## 経歴

### 留仏勤工倹学、中国共産党入党
1900年5月22日、湖南省長沙に生まれる。長沙では幼少期と学生時代をすごし、長郡中学から1919年に毛沢東らが組織した留仏苦学生（留仏勤工倹学運動）の一員としてフランスに渡る。クランプ工や列車運転手として働き、小説『あるフランス兵の告白』を書いた。また、『フランス・アーヴルのシュナイダー工場における中国人労働者の実態』と題する調査報告書を発表し、1920年8月には李維漢らとともに、「社会革命を目指す」ことを掲げ、設立に尽力した勤労倹約学会を世界工学会と改称し、多くの政治闘争に参加した。1922年6月、在欧中国青年共産党の設立を発起してノルマンディー支部の書記となった。1922年に中国共産党パリ支部にて中国共産党に加入し、1923年2月、在欧中国青年共産党の名称が正式に在欧中国共産主義青年団に変更された。同年8月から、中国共産主義青年団欧州執行委員会委員、学生運動委員会主任、書記局員、執行委員会主席を務めた。1923年6月、中国国民党に入党し、同年11月、国民党欧州支部執行部宣伝責任者となり、「国民党の新しい仕事」と題する論文を発表した。同年、鄧小平の立会いのもと、蔡暢と結婚した。
1925年1月にソビエト連邦に渡り、東方勤労者共産大学で学び、同年、中国に帰国。

### 中国国民革命軍の北伐期
1926年、国民革命軍第二軍における党副代表兼政治部主任および軍事法務官、として北伐に従軍した。1927年3月、この北伐の途上の南京で、反帝国主義を叫ぶ軍人や民衆の一部が外国の領事館や居留地などを襲撃する南京事件が起こり、後にこれを理由に国民党政府から指名手配された。

### 第一次国共内戦の時期
1927年の国共分裂後、上海・香港で地下活動に従事、江蘇省党委員会宣伝部長、江蘇省委員会代理書記、上海法南区委員会書記、広東省委員会宣伝部長、広東省委員会代理書記を歴任。
第一次国共内戦期には、中国共産党江西省委員会書記代行、紅軍総政治部長代行、中国共産党中央西満分局書記、中国共産党中央東北局常務委員、副書記、東北人民政府副主席、東北軍区副政治委員を歴任。1931年に中国共産党の革命根拠地のひとつである江西省の中央革命根拠地に入り、中共江西省委員会代理書記を務める。
その後反包囲討伐戦争を戦い抜き、1934年9月、紅軍総政治部副主任、主任代理を務め、1934年10月からの長征に参加。長征途上の1935年1月に開催された遵義会議に出席。以後、中国労農紅軍第一方面軍政治部主任、中国労農紅軍第三軍団政治委員、陝西・甘粛支隊第二縱隊政治委員。この間、張国燾が中央軍から相当数の兵力を維持して分裂し、中共中央を自称して南下するという事態に反対し、軍を率いて陝西北部に到着した。1936年5月に延安に到達後は陝甘寧辺区党委員会書記となる。

### 日中戦争の時期
1937年からの日中戦争期は、中国共産党中央秘書長、中国共産党中央組織部副部長、財政経済部部長、弁公庁主任を歴任。
1939年初め、中央財政経済委員会第一副主任を兼任（後に中国共産党中央財政経済部副部長と生産運動中央委員会副主任）、陝甘寧辺区での財政経済施策を直接指導して大生産運動を組織・推進した。
1941年、中国共産党中央委員会副副秘書長と中共中央委員会書記処弁公庁主任も兼務。 この時、「官民合作、官民利益」の原則を打ち出し、それを仕事に応用し、1944年、中央委員会直属部隊の大生産会議で総括報告を行い、毛沢東や他の参加者から賞賛された。

### 日本降伏後
1945年10月22日、米軍機で邯鄲に向かい、さらに１１月２２日に瀋陽に到着した。
中共中央西満分局書記、西満軍区政治委员、西満地区に革命根拠地を建設した。1947年5月から，中国共産党中央東北局常務委員、財政経済委員会書記。1948年から東北局副書記、東北軍区副政治委員兼後勤部部長として東北解放区の財政経済と人民解放軍後勤部にかかわる施策に取り組んだ。1949年8月、東北人民政府副主席に選出された。
以上のように、1945年の日本降伏後の第二次国共内戦で中国共産党が中国本土全体の権力奪取するのに重要な貢献をした。

### 中華人民共和国成立後
1949年10月1日の中華人民共和国成立後、1950年4月に中央人民政府政務院政務委員、政務院財政経済委員会副主任、中央人民政府重工業部部長、1953年9月、国家計画委員会副主任を兼任。1954年9月29日、国務院副総理に任命、国家計画委員会主任も兼任。第2期から第4期まで全国人民代表大会代表に選ばれている。

### 中国共産党の党務歴
党務では、1956年9月28日の第8期1中全会において中央政治局委員に選出され、1958年には第8期中央書記処書記を兼務した。1966年から第8期中央政治局常務委員会委員を務めたが、第9期、第10期は、1960年に李が提案した経済の調整提案（「調整、統合、充実、強化」の「八字方針」）が批判され選ばれなかった。中央委員会委員だけは第7期から第10期まで務めた。

### 文化大革命中に失脚
文化大革命中の1967年2月に開かれた中共中央政治局会議において、陳毅、葉剣英、譚震林、李先念、徐向前、聶栄臻等とともに、毛沢東を支持する中央文革派（康生、陳伯達、江青、張春橋、謝富治）から、二月逆流と名付けられて批判された。その後も「黒いグループ（反動派の意味）の主任」の濡れ衣を着せられ、厳しい迫害を受けた。
1969年10月、広東省従化区に避難。1975年1月9日北京にて病没、75歳であった。

## 家族
李富春と蔡暢には一人娘の李特特がいたが、彼女は蔡和森の子供たちといっしょに、ソ連のインタードームで高等教育を受けた後、中国に戻った。

## 評価
建国初期において中央政府が経済開発計画（第一次五カ年計画）を立てる上で重要なポストを担った。第一次五カ年計画では急激な社会主義化（農業の集団化など）を進めた。高崗自殺後、国家計画委員会主任に昇格し、その後も計画経済の立案指導にあたったが、第二次五カ年計画は毛沢東が深く介在し農業・工業の大増産を企図し実施された。いわゆる大躍進政策である。その結果は大失敗に帰し、三年大飢饉とよばれ多くの餓死者を出すこととなり毛の失脚に繋がった。国民経済の大幅な後退からの復興を狙い、1960年8月、李富春は国民経済調整提案（「調整、統合、充実、強化」の「八字方針」）を提出したが、これは毛沢東が提起した大躍進政策が誤っていたということになるため、後の文化大革命中に毛沢東を支持する中央文革派によって批判され失脚することになる。

## 著書
『李富春选集』中国计划出版社、1992年。ISBN 9787800582196。「1925年から1964年までの重要な文章・講話56篇を収載」